# Unimog 421
Der Unimog 421 ist ein Fahrzeug der Unimog-Reihe von Mercedes-Benz. Die Daimler-Benz AG baute zwischen 1966 und 1989 im Mercedes-Benz-Werk Gaggenau insgesamt 18.995 Stück. Der Unimog 421 schloss die Lücke zwischen dem Unimog 411 und dem Unimog 406 und bildete dadurch das erste Modell der leichten Baureihe. Es gab ihn mit kurzem und langen Radstand sowie mit nur einer Achse als Triebkopf.
Die Fahrzeuge der Baureihe 421 ähneln optisch stark denen der Baureihen 403 und 406, die Cabrioausführung wirkt jedoch gedrungener und schmaler. Wichtigstes Erkennungsmerkmal der Baureihe 421 ist der Lufteinlass, der immer auf der rechten Seite der Motorhaube ist. Konstruktiv ist der Unimog 421 eine Mischung mehrerer Fahrzeuge: Die Rahmenkonstruktion des planebenen Leiterrahmens wurde größtenteils vom Unimog 411 übernommen, auch das Motorenkonzept des Pkw-Motors sowie Achsen und Getriebe stammen vom Unimog 411 ab. Das Aussehen ist vom Unimog 406 abgeleitet.
Vom Unimog 421 abgeleitet ist der Unimog 431, der in Argentinien für den südamerikanischen Markt zwischen 1969 und 1971 gefertigt wurde. Hierzu wurden aus Teilen aus Gaggenau und argentinischer Produktion je eine offene Baureihe mit 601 Fahrzeugen und eine geschlossene Baureihe mit 152 Fahrzeugen produziert. Die Leistung mit 44 kW entsprach der des U60, der Radstand betrug jedoch nur 2205 mm.

## Motorisierungen
Der Unimog 421 wurde mit Reihenvierzylindervorkammermotoren ausgerüstet; werden die Prototypen berücksichtigt, wurden insgesamt vier verschiedene Motoren verwendet. Die Serienfahrzeuge erhielten jedoch nur die Baumuster OM 621, OM 615 und OM 616 aus dem PKW-Programm von Daimler-Benz.
| Motor  | Hubraum  | Leistung                                                      | Baujahre                   |
| ------ | -------- | ------------------------------------------------------------- | -------------------------- |
| OM 636 | 1767 cm³ | 40 PS (29 kW) bei 3200 min−1                                  | 1964–1965 (Nur Prototypen) |
| OM 621 | 1988 cm³ | 40 PS (29 kW) bei 3000 min−1                                  | 1966–1968                  |
| OM 615 | 2197 cm³ | 45 PS (33 kW) bei 3000 min−1                                  | 1968–1970                  |
| OM 616 | 2404 cm³ | 52 PS (38 kW) bei 3000 min−1 bis 60 PS (44 kW) bei 3500 min−1 | 1970–1989                  |

## Baumuster des Unimog 421
Zwanzig verschiedene Baumuster des Unimog 421 wurden gefertigt, davon vier für andere Hersteller.

### Baumuster von Daimler-Benz
| Baumuster | Modellbezeichnung | Fahrerhaus  | Radstand | Leistung            | Produktionszahlen | Anmerkungen            |
| --------- | ----------------- | ----------- | -------- | ------------------- | ----------------- | ---------------------- |
| 421.122   | U40, U45          | offen       | 2250 mm  | 29 kW, 33 kW        | 2.647             |                        |
| 421.123   | U40, U45          | geschlossen | 2250 mm  | 29 kW, 33 kW        | 3.215             |                        |
| 421.124   | U52               | offen       | 2250 mm  | 38 kW               | 1.145             |                        |
| 421.125   | U52               | geschlossen | 2250 mm  | 38 kW               | 1.995             |                        |
| 421.126   | U60, U600L        | offen       | 2605 mm  | 44 kW               | 4                 | U600L hat Doppelkabine |
| 421.128   | U60, U600L        | offen       | 2605 mm  | 44 kW               | 3.252             | U600L hat Doppelkabine |
| 421.129   | U60, U600L        | geschlossen | 2605 mm  | 44 kW               | 599               | U600L hat Doppelkabine |
| 421.130   | U40T, U45T, U55T  | offen       | –        | 29 kW, 33 kW, 40 kW | 6                 | Triebkopf              |
| 421.131   | U40T, U45T, U55T  | geschlossen | –        | 29 kW, 33 kW, 40 kW | 210               | Triebkopf              |
| 421.132   | U60T, U600T       | offen       | –        | 44 kW               | 35                | Triebkopf              |
| 421.133   | U60T, U600T       | geschlossen | –        | 44 kW               | 372               | Triebkopf              |
| 421.140   | U52, U600         | offen       | 2250 mm  | 38 kW               | 1.805             |                        |
| 421.141   | U52, U600         | geschlossen | 2250 mm  | 38 kW               | 3.368             |                        |
| 421.162   | U60               | offen       | 2605 mm  | 44 kW               | 13                |                        |
| 421.163   | U60               | geschlossen | 2605 mm  | 44 kW               | 25                |                        |
| 421.310   | U421              | offen       | 2250 mm  | 41 kW               | 304               |                        |

### Baumuster für andere Hersteller
Einige Baumuster des Unimog 421 wurden als Teilesätze für Sonderfahrzeuge anderer Hersteller gefertigt, so z. B. für den Forstbetrieb der Uniknick oder mit Ketten der Unitrac.
| Baumuster | Hersteller                         | Modellbezeichnung   | Motorleistung | Produktionszahlen |
| --------- | ---------------------------------- | ------------------- | ------------- | ----------------- |
| 421.160   | Hoes                               | Knickschlepper      |               |                   |
| 421.164   | Werner Forst- und Industrietechnik | Uniknick UK52, UK60 | 38 kW, 44 kW  | 75                |
| 421.170   | Tractortecnic                      | Unitrac UT45        | 38 kW         | 50                |
| 421.172   | Trenkle                            | Tremo               | 38 kW         | 250               |

## Technische Daten
| Kenngrößen               | U 40                                          | U 45                                          | U 52                                          | U 60                                          |
| ------------------------ | --------------------------------------------- | --------------------------------------------- | --------------------------------------------- | --------------------------------------------- |
| Baujahre                 | 1966–1971                                     | 1966–1971                                     | 1970–1988                                     | 1971–1988                                     |
| Masse                    | 2450 kg                                       | 2700 kg                                       | 2850 kg                                       | 2850 kg                                       |
| Zulässige Gesamtmasse    | 3700 kg                                       | 4000 kg                                       | 4100 kg                                       | 4200 kg                                       |
| Länge                    | 4005 mm                                       | 4005 mm                                       | 4020 mm                                       | 4020 mm                                       |
| Breite                   | 1865 mm                                       | 1865 mm                                       | 1825 mm                                       | 1800 mm                                       |
| Höhe                     | 2180 mm                                       | 2180 mm                                       | 2230 mm                                       | 2230 mm                                       |
| Radstand                 | 2250 mm                                       | 2250 mm                                       | 2250 mm                                       | 2605 mm                                       |
| Spurweite                | 1360 mm                                       | 1360 mm                                       | 1400 mm                                       | 1400 mm                                       |
| Ladeflächenlänge         | 1475 mm                                       | 1475 mm                                       | 1750 mm                                       | 1750 mm                                       |
| Ladeflächenbreite        | 1500 mm                                       | 1500 mm                                       | 1500 mm                                       | 1500 mm                                       |
| Ladeflächenbordwandhöhe  | 400 mm                                        | 400 mm                                        | 400 mm                                        | 400 mm                                        |
| Reifen                   | 10,5–18″ 6PR                                  | 10,5–18″ 6PR                                  | 10,5–18″ 6PR                                  | 10,5–18″ 6PR                                  |
| Motorenmodell            | OM 621                                        | OM 615                                        | OM 616                                        | OM 616                                        |
| Motorbauart              | Wassergekühlter Reihenvierzylinderdieselmotor | Wassergekühlter Reihenvierzylinderdieselmotor | Wassergekühlter Reihenvierzylinderdieselmotor | Wassergekühlter Reihenvierzylinderdieselmotor |
| Gemischaufbereitung      | Vorkammereinspritzung                         | Vorkammereinspritzung                         | Vorkammereinspritzung                         | Vorkammereinspritzung                         |
| Hubraum                  | 1988 cm³                                      | 2197 cm³                                      | 2404 cm³                                      | 2404 cm³                                      |
| Bohrung × Hub            | 87 mm × 83,6 mm                               | 87 mm × 92,4 mm                               | 91 mm × 92,4 mm                               | 91 mm × 92,4 mm                               |
| Nennleistung (DIN 70020) | 29,5 kW (40 PS) bei 3000 min−1                | 33 kW (45 PS) bei 3000 min−1                  | 38 kW (52 PS) bei 3000 min−1                  | 44 kW (60 PS) bei 3500 min−1                  |
| Höchstgeschwindigkeit    | 54 km/h                                       | 53 km/h                                       | 67 km/h                                       | 67 km/h                                       |
| Quelle                   | [ 6 ]                                         | [ 6 ]                                         | [ 6 ]                                         | [ 6 ]                                         |

## Galerie

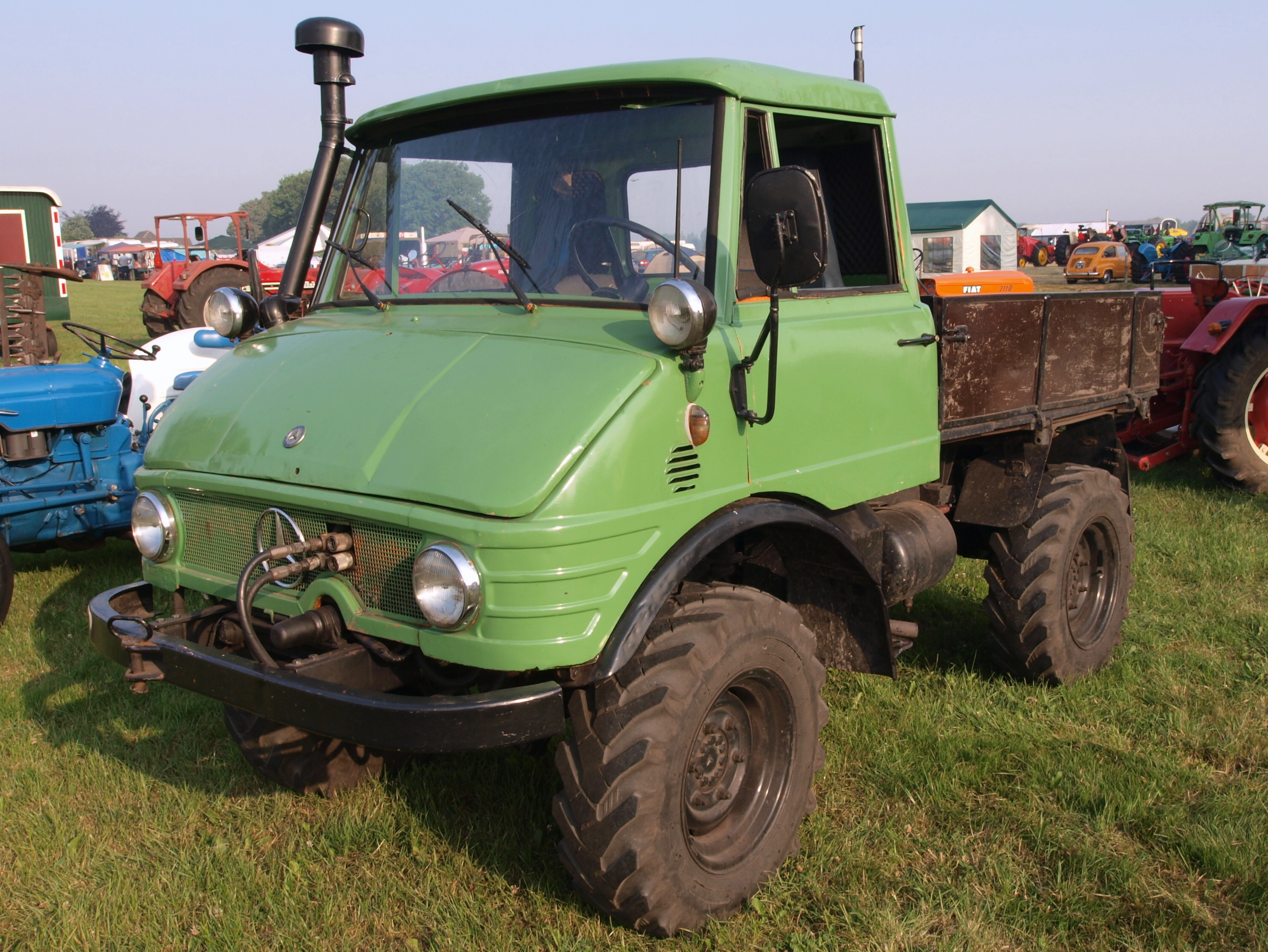
Unimog 421 mit Ganzstahlfahrerhaus und Schnorchel
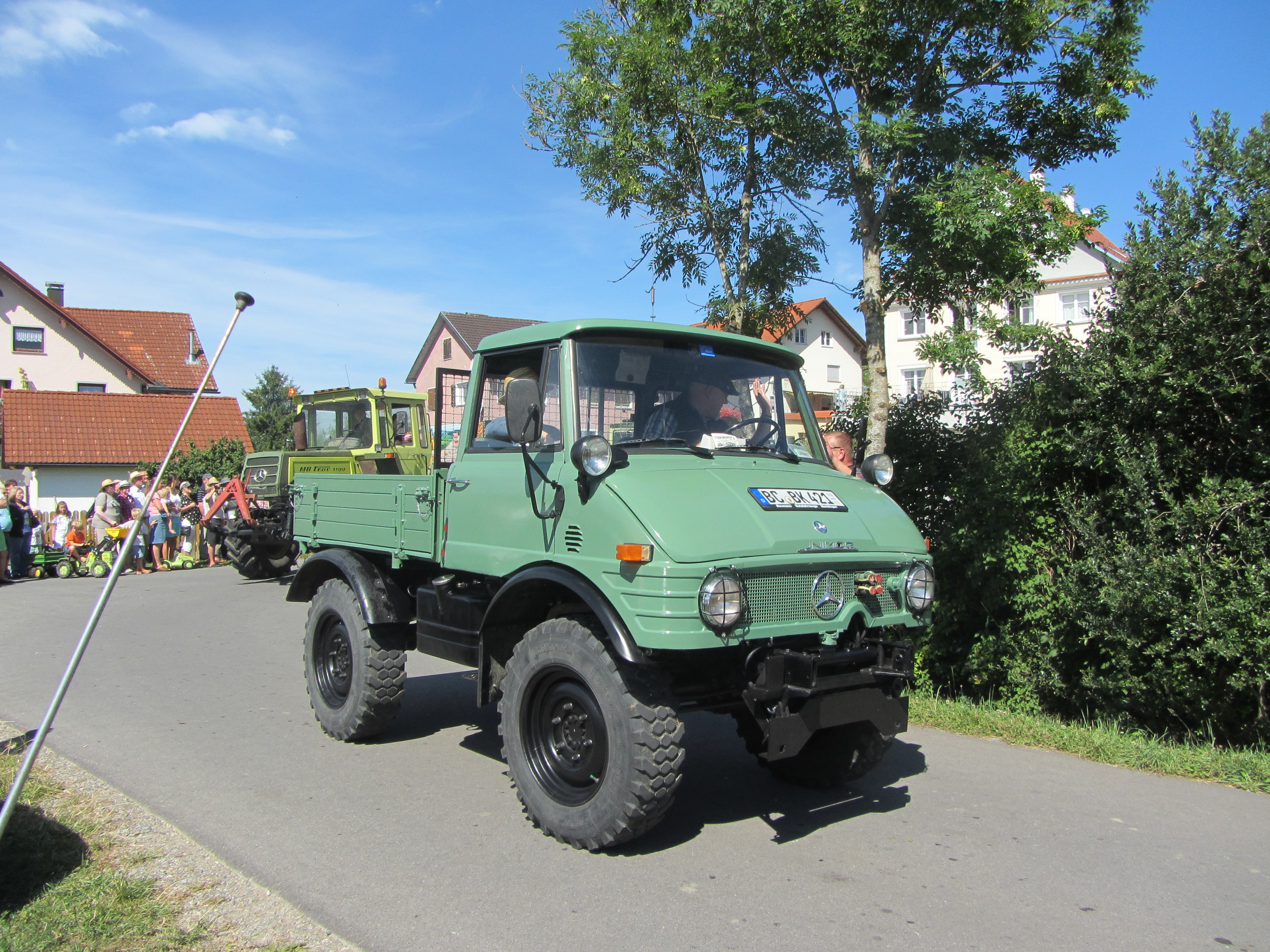
Unimog 421 mit Ganzstahlfahrerhaus
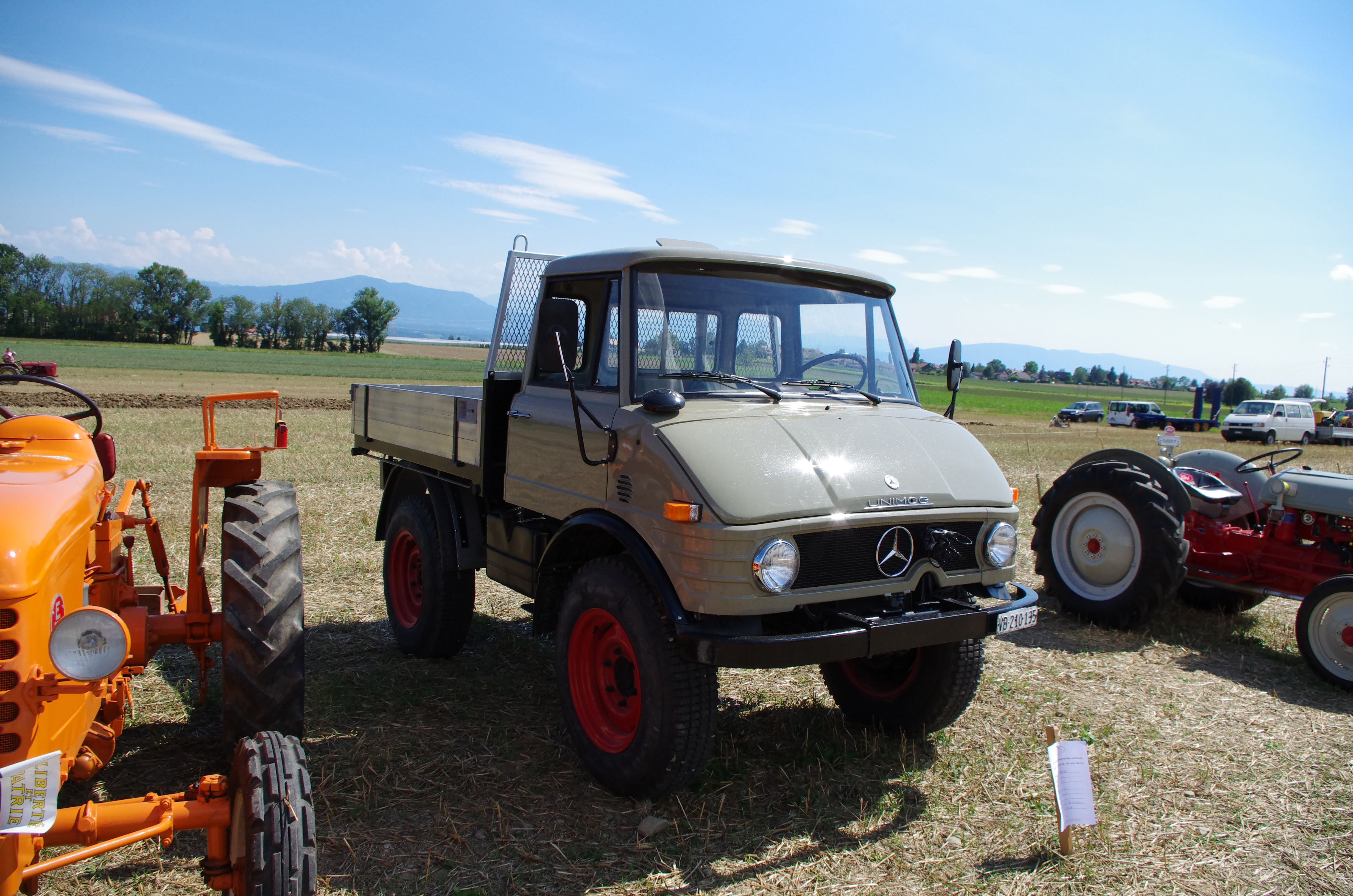
Unimog 421 mit Ganzstahlfahrerhaus, Baujahr 1971
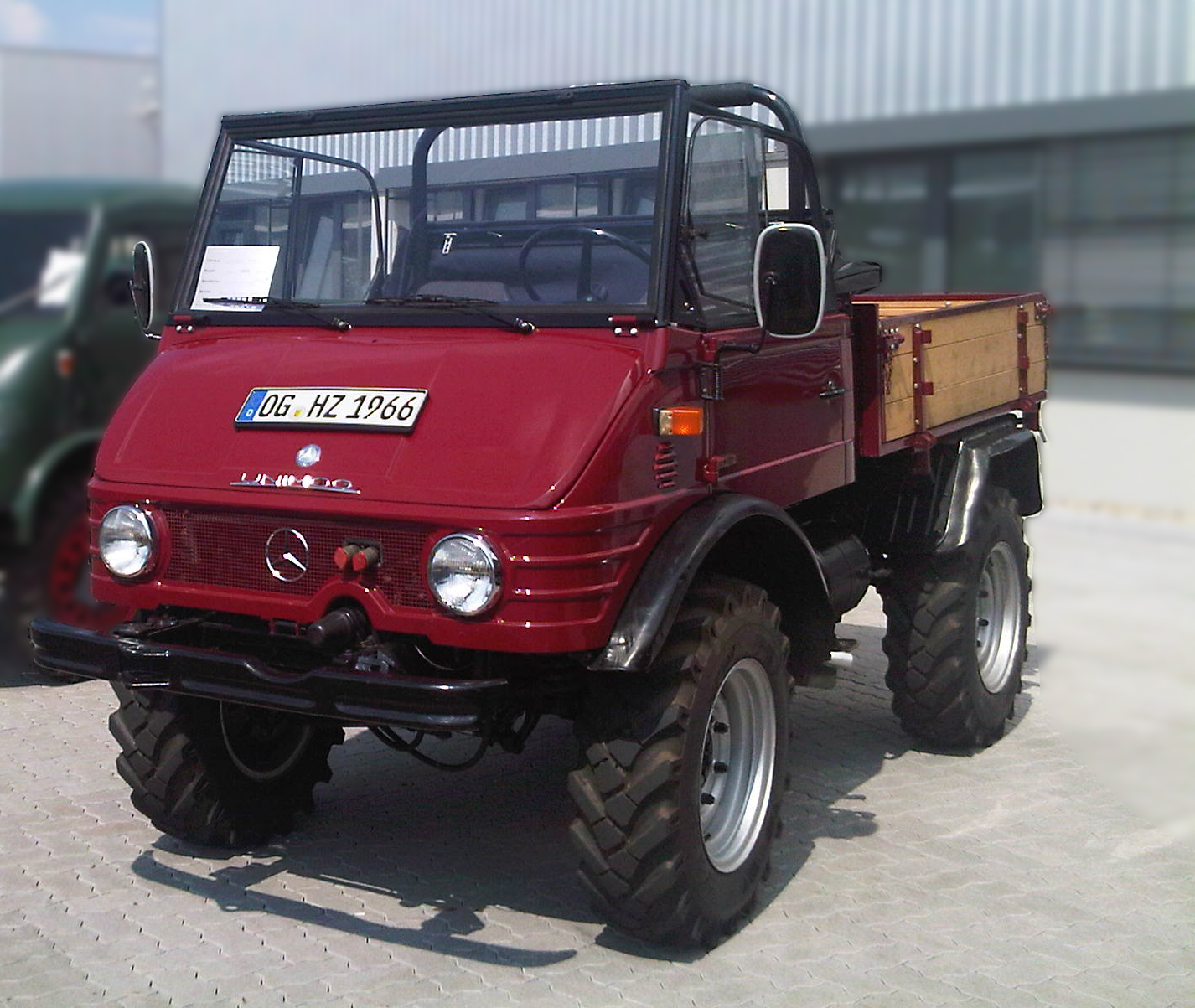
Unimog 421 Cabrio